# Lista över svenska skatter
Lista över svenska skatter
- Kommunal inkomstskatt, kommunalskatt
- Statlig inkomstskatt
- Arbetsgivaravgifter (Delvis avgift, delvis skatt. Se Allmän löneavgift. För höga inkomster, i praktiken en ren skatt.)
- Avkastningsskatt på individuellt pensionssparande
- Bensinskatt (Se energiskatt och koldioxidskatt)
- Beskattning av valutakursreserv
- Beskattning av viss privatinförsel av tobaksvaror och alkoholdrycker
- Bolagsskatt
- Dieselskatt (Se energiskatt och koldioxidskatt, under punktskatter nedan)
- Fordonsskatt (del av vägtrafikskatt, se nedan)
- Förmånsskatt
- Kassettskatt
- Kupongskatt
- Mervärdesskatt (moms)
- SINK skatt, särskild inkomstskatt för utomlands bosatta
- Sjömansskatt
- Spelskatt
- Skatt på ränta på skogskontomedel m.m.
- Stämpelskatt vid inskrivningsmyndigheter
- Särskild löneskatt på pensionskostnader
- Särskild löneskatt på vissa förvärvsinkomster
- TV-avgift
- Vägtrafikskatt (SFS 2006:227)
  - Fordonsskatt (del av vägtrafikskatt)
  - Saluvagnsskatt (del av vägtrafikskatt)
  - Trängselskatt

## Punktskatter
- Alkoholskatt
- Avfallsskatt
- Bekämpningsmedelsskatt
- Energiskatt
- Flygskatt
- Gödselmedelsskatt
- Koldioxidskatt
- Kärnkraftsskatt
- Lotteriskatt
- Naturgrusskatt
- Reklamskatt
- Skatt på vinstsparande m.m.
- Spelskatt
- Svavelskatt
- Särskild premieskatt för grupplivförsäkring
- Tobaksskatt

## Historiska skatter
- Statlig Förmögenhetsskatt (avskaffad 2007) [1]
- Statlig Fastighetsskatt (avskaffad 2008, ersatt med kommunal Fastighetsavgift) [2]
- Arvsskatt (avskaffad 2005) [3]
- Gåvoskatt (avskaffad 2004) [4]
- Värnskatt (avskaffad 2020) [5]

## Avgifter
- Allmän pensionsavgift
- Egenavgifter
- Kyrkoavgift/Avgift till registrerat trossamfund
- Registerhållningsavgift